# Temazcal

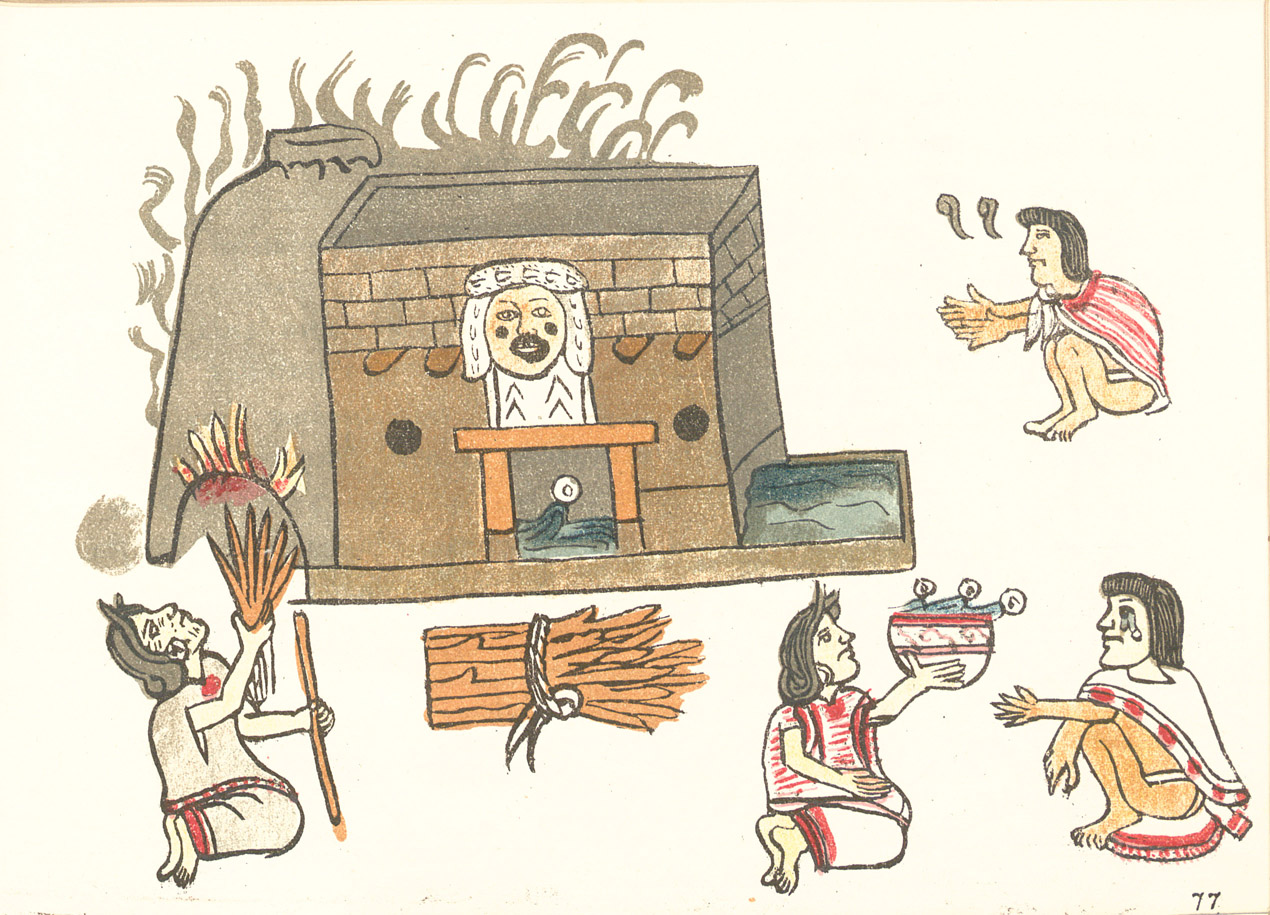
Een voorstelling waar de temazcal wordt voorbereid.

Een temazcal is een zweetruimte van de inheemse bevolking van Meso-Amerika. Het woord temazcal (temazcalli) komt uit het Nahuatl en betekent “huis van hitte”.
In het oude Meso-Amerika werd het gebruikt als genezend ritueel om na lichamelijke inspanning – bijvoorbeeld na een strijd of spel – het lichaam ceremonieel te reinigen. Het werd ook gezien als toepassing om de gezondheid te verbeteren, om van zieken te genezen en voor vrouwen om een bevalling voor te bereiden.
De zweethut komt vrij vaak in Midden-Amerika voor, doch de temazcal is anders. Het is meestal gebouwd van vulkanisch gesteente in een op een iglo lijkende cirkelvormige koepel. Er zijn echter ook archeologische vondsten bekend van rechthoekige vormen. Om de ruimte op te warmen, wordt (omdat deze door de temperatuur niet ontploffen) vulkanisch gesteente verwarmd, dat daarna in een kuil in het midden van de temazcal neergelegd wordt. Dit wordt vervolgens overgoten met water.

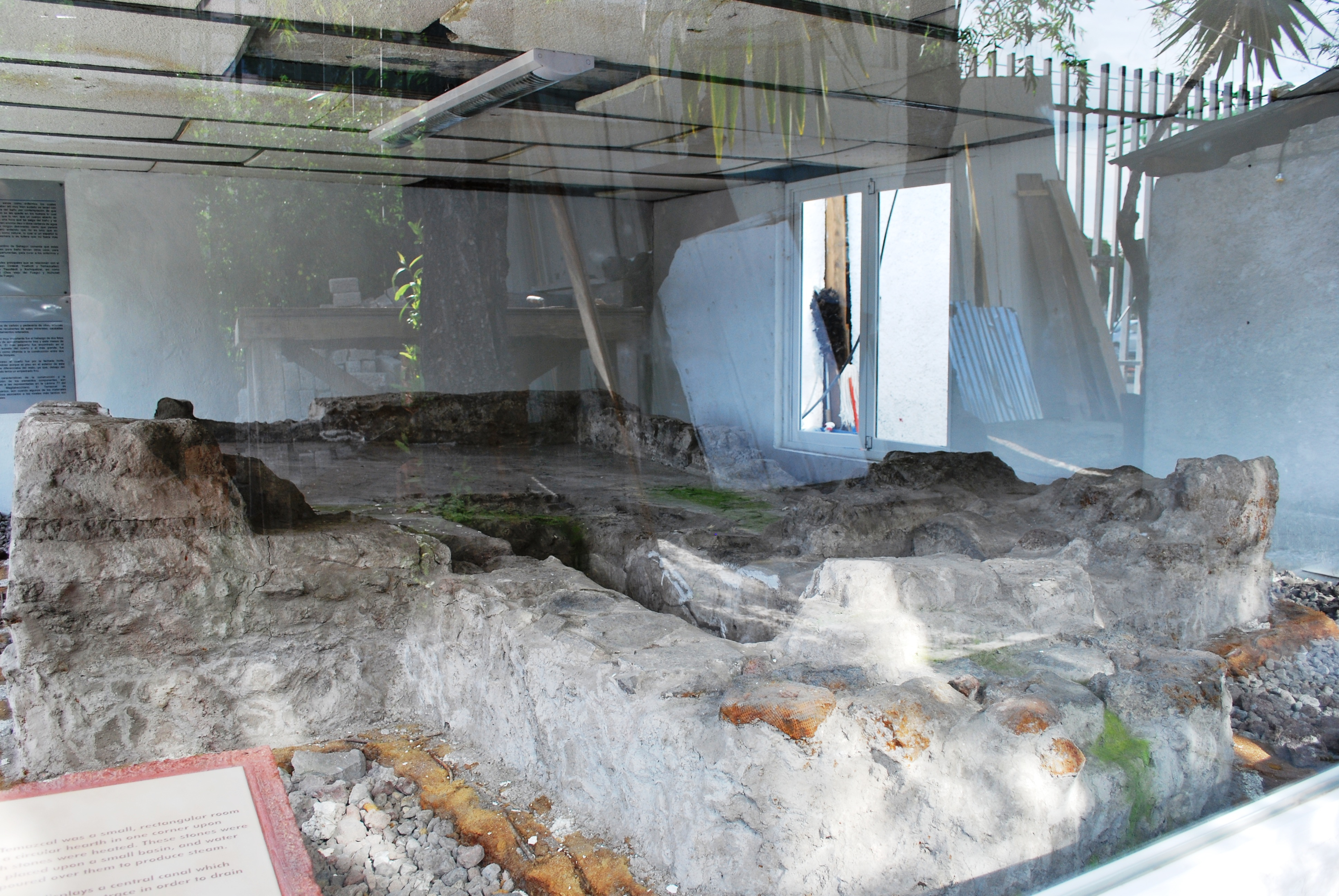
Archeologische opgraving nabij Mexico-city
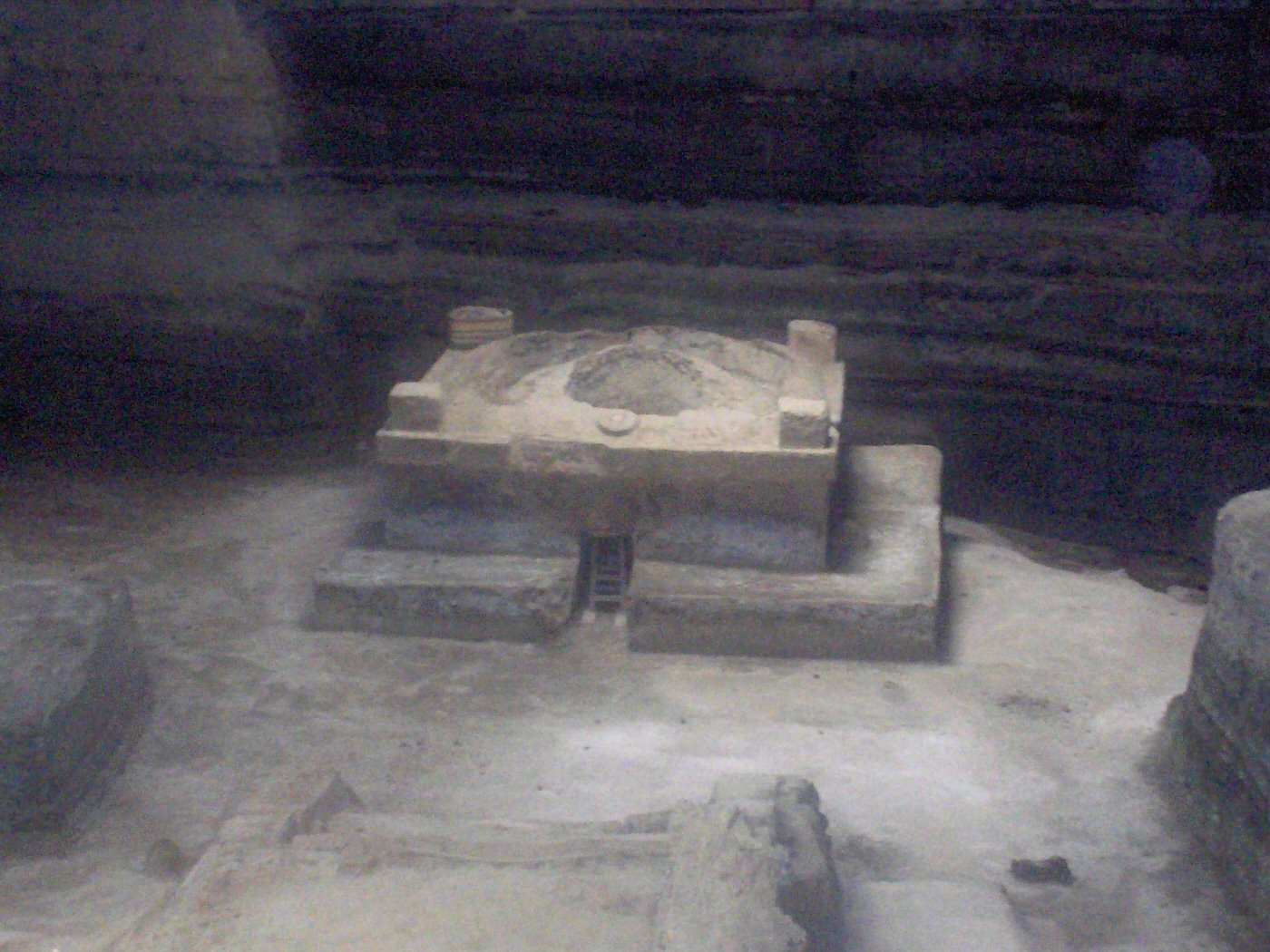
Een gave vondst van een rechthoekige temazcal